# Patrick Kersten
Patrick Kersten (Amersfoort, 6 december 1972) is een Nederlands handbalcoach en voormalige handbalspeler.

## Biografie
Aan het begin van de handbalcarrière van Kersten kwam hij uit voor Aalsmeer en E&O. In 1998 verlaat Kersten E&O om te gaan spelen 
bij achtereenvolgens TV Emsdetten, VfL Hameln, SG Solingen en Frisch Auf Göppingen.
Via contacten van Patrick van Olphen, die voorheen ook speelde in de Spaanse handbalcompetitie, kwam Kersten in 2002 uit bij de Spaanse tweede-divisionist Algeciras. Na één seizoen maakte Kersten in juni 2003 bekend om niet meer te uitkomen voor de Spaanse club.
Bij het afbouwen van zijn spelerscarrière ging Kersten spelen bij RKHV Volendam. Peter Portengen, oud-teamgenoot en toendertijd coach van Volendam, overtuigde Kersten om weer te spelen in de Nederlandse Eredivisie. Tijdens zijn laatste jaren als actief handballer weet Kersten vrijwel alles te winnen met Volendam wat er te winnen viel. In 2007 maakte Kersten te stoppen als actief handballer. Als dank organiseerde RKHV Volendam op 29 juni 2007 een afscheidswedstrijd voor 105-voudig international.
Als definitief afscheid als handballer besluit Kersten te gaan spelen bij DSS, dit deed hij samen met zijn broer Rodney en Raymond van Zessen, met wie hij in zijn jeugd speelde. Enige tijd later werd hij coach van DSS. In januari 2010 vertrok Kersten per direct bij DSS om aan de slag te gaan als trainer bij Nieuwegein. In maart 2014 maakte HV Nieuwegein in overleg met Kersten bekend om de wegen te scheiden, waardoor Kersten stopte als trainer van Nieuwegein. Hierna ging Kersten aan de slag bij de damesploeg VOC, echter vertrekt Kersten in november 2014 al weer als coach bij VOC vanwege persoonlijke redenen.